# Peter Mikša
Peter Mikša, slovenski zgodovinar, univerzitetni profesor in alpinist, * 2. april 1977, Celje. 
Raziskovalno se posveča sodobni slovenski zgodovini. Je vodja Središča za javno zgodovino, ki je bilo ustanovljeno leta 2021 v okviru Oddelka za zgodovino Filozofske fakultete Univerze v Ljubljani. 

## Življenje in delo
Obiskoval je srednjo veterinarsko šolo v Ljubljani. Včlanil se je v Akademsko planinsko društvo in leta 1998 postal alpinist. Na Filozofski fakulteti v Ljubljani je leta 2007 diplomiral iz zgodovine z naslovom Delo izvršnega odbora Osvobodilne fronte v letih 1941–1945. Leta 2008 se je na Oddelku za zgodovino vpisal na podiplomski študij in ga 2013 zaključil z doktoratom. Leta 2009 se je na istem oddelku zaposlil, leta 2011 postal Asistent, leta 2018 Docent za sodobno slovensko zgodovino, leta 2023 pa bil habilitiran v naziv izrednega profesorja. Leta 2019 se je študijsko in raziskovalno izpopolnjeval na Istorijskem inštitutu Univerze Črne gore v Podgorici, kjer je preučeval gorsko identiteto in planinsko dediščino.
Raziskovalna področja: mejne študije (današnja slovensko-hrvaška meja, rapalska meja, okupacijske meje na Slovenskem 1941-1945), nacionalizem v jugovzhodni Evropi, intelektualna zgodovina, zgodovina medijev, položaj Slovencev v različnih državnih tvorbah,  razpad Jugoslavije in odnos do jugoslovanstva, demokratizacija in osamosvojitev  Slovenije, zgodovina gorskega turizma v Alpah, zgodovina športa. 
Velja za enega vodilnih slovenskih zgodovinarjev na področju mejnih študij, s poudarkom na obdobju druge svetovne vojne. S tega področja so dela: Življenje ob meji: Rogaška Slatina in Obsotelje kot jugovzhodna meja nemškega rajha (1941-1945); Ostanki nemško-italijanske okupacijske meje na Polhograjskem; Obmejni trikotnik: okupacijske meje med Idrijo, Žirmi in Polhograjskimi Dolomiti, 1941-1945 ter Rapalska meja: četrt stoletja obstoja in stoletje dediščine.
Kot soavtor je sodeloval pri devetih dokumentarnih filmih (Naš Triglav, 120 let slovenskega planinstva, Pavla Jesih, Mira Marko, Tone, javi se!, V treh stenah (trije deli), Viharnik z roba, Čebelarska pravda in Oživljeni Vodnik) ter Razstavah (Vzpon na goro: stalna razstava v Slovenskem planinskem muzeju v Mojstrani, Aljažev stolp – "ta pleh ima dušo", Kralj Peter v slovenskih Alpah, Korajža je ženskega spola: muzejska razstava o slovenskih alpinistkah, 10 sidrišč slovenskega alpinizma, Doktorati FF: 100 let: oster in potreben inštrument družbe. Več razstav je nastalo pri projektu o okupacijskih mejah: Mejni kamni, bodeča žica, stražni stolp in minska polja: Življenje ob okupacijskih mejah v Sloveniji, 1941-1945; Rogaška Slatina kot obmejno mesto Tretjega rajha; Idrija in Žiri kot obmejno območje, 1941-1945; Vinceremo, videt čemo: okupacijske meje v Beli krajini 1941-1945; Okupirana Ljubljana: mesto ob meji, Okupacijske meje v Sloveniji 1941-1945; Rapalska meja: četrt stoletja obstoja in stoletje dediščine ter spomina; En krompir, tri države: okupacijske meje na Dolenjskem 1941-1945, Hlev je bil pod Nemci, hiša pod Madžari: okupacijske v Prekmurju 1941-1945.
Je področni urednik Novega slovenskega biografskega leksikona, ki ga izdaja Založba ZRC SAZU, odgovorni urednik mednarodne znanstvene revije za zgodovinopisje in sorodna področja Retrospektive,  glavni urednik slovenskega zgodovinskega spletnega portala Zgodovina.si, član uredniškega odbora znanstvene revije Revija Igra ustvarjalnosti – teorija in praksa urejanja prostora  ter član uredniškega odbora črnogorske znanstvene revije Istorijski zapisi. Med letoma 2014 in 2017 je bil področni urednik v Planinskem vestniku.
Pogosto javno nastopa v osrednjih medijih: 240 let prvega vzpona na Triglav (TV dnevnik), Aljažev stolp prvič zapustil vrh Triglava (Odmevi TV Slovenija), na multimedijskem portalu (MMC RTV Slovenija), v časopisju (Delo, Večer, Dnevnik, Nedeljski Dnevnik, Mladina idr.) in na radiu (Val 202, Radio Prvi, Radio Slovenija, Radio Koper, Radio Ognjišče idr.). Vabijo ga na predavanja in pogovorne večere. Bil je slavnostni govornik na akademiji ob 125. obletnici ustanovitve Slovenskega planinskega društva, sedaj Planinske zveze Slovenije 27. februarja 2018. 
Kot vodja oz. koordinator je sodeloval pri projektih: 
- Towards a “Topography” of Tolerance and Equal Respect. A comparative study of policies for the distribution of public spaces in culturally diverse societies
- Napravite mi to deželo nemško … italijansko … madžarsko … hrvaško! Vloga okupacijskih meja v raznarodovalni politiki in življenju slovenskega prebivalstva
- Alpinistična literatura: Slovenija in onkraj. Intertekstualnost, intersubjektivnost, internacionalnost
- Rapalska meja: četrt stoletja obstoja in stoletje dediščine  ter spomina
- Gore pri določanju identitete Slovenije in Črne gore (SLO  - ČG)
- Dopolnitev Evidence prikritih vojnih grobišč in Registra vojnih grobišč s podatki o prikritih vojnih grobiščih v podzemnih jamah

Je trener športnega plezanja in alpinistični inštruktor ter pobudnik in urednik slovenskega plezalnega portala Friko. V Rogaški Slatini je kot ustanovitelj plezalnega kluba in njegov predsednik poskrbel za opremljanje okoliških naravnih plezališč in postavitev dveh plezalnih sten. Leta 2013 je s sociologom Urbanom Golobom izdal monografijo Zgodovina slovenskega alpinizma.
Peter Mikša živi z družino živi na Babni Gori pri Polhovem Gradcu. 